# Ruderalna konoplja
Ruderalna konoplja (lat. Cannabis sativa var. ruderalis, sin. Cannabis ruderalis) je varijetet sjetvene konoplje koja porijeklo vuče iz Rusije, Poljske i ostalih istočno-europskih i srednje-azijskih zemalja s hladnijom klimom. 
Cannabis je klasificiran u tri podvrste na osnovu razvitka i oblika mahuna sjemenke i na osnovu perioda rasta i cvjetanja. Ruderalis raste u hladnim predjelima, sazrijeva brzo a ima pokazatelja da mogu biti neovisne od fotoperioda (odnos trajanja dana i noći). Neke osobine Ruderalisa su velike sjemenke, niska korovasta biljka visine od 120-180 cm, a nivo THC-a je niži od ostalih podvrsta cannabisa (indica i sativa) te je zbog toga svrstan pod porodicu industrijske konoplje (cursus stuppea), čineći ju legalnom u svim zemljama EU, Sjeverne i Južne Amerike te većine Azije.

## Sinonimi
- Cannabis intersita Sojak
- Cannabis ruderalis Janisch.
- Cannabis sativa subsp. intersita (J.Sojak) J.Sojak
- Cannabis sativa subsp. spontanea (Czern.) Serebr. ex Serebr. & Sizov
- Cannabis sativa var. spontanea Vav.